# Mandchourie sous le contrôle de la dynastie Qing
1616–1912
Entités précédentes :
- Dynastie Ming

Entités suivantes :
- empire russe
- République de Chine

La Mandchourie sous le contrôle de la dynastie Qing est la période durant laquelle la dynastie Qing domine l'intégralité de la Mandchourie, ce qui correspond actuellement au nord-est de la Chine, ou Mandchourie intérieure, à la région Nord de la Mongolie-Intérieure et à la Mandchourie extérieure. La dynastie Qing elle-même a été fondée par les Mandchous, un peuple toungouse originaire de Mandchourie, qui a réussi à éliminer la dynastie Ming et diriger la Chine. Ainsi, la Mandchourie jouit d'un statut quelque peu particulier sous les Qing et n'est pas administrée comme un Zhou (province) ordinaire avant la fin de la dynastie Qing.

## Histoire

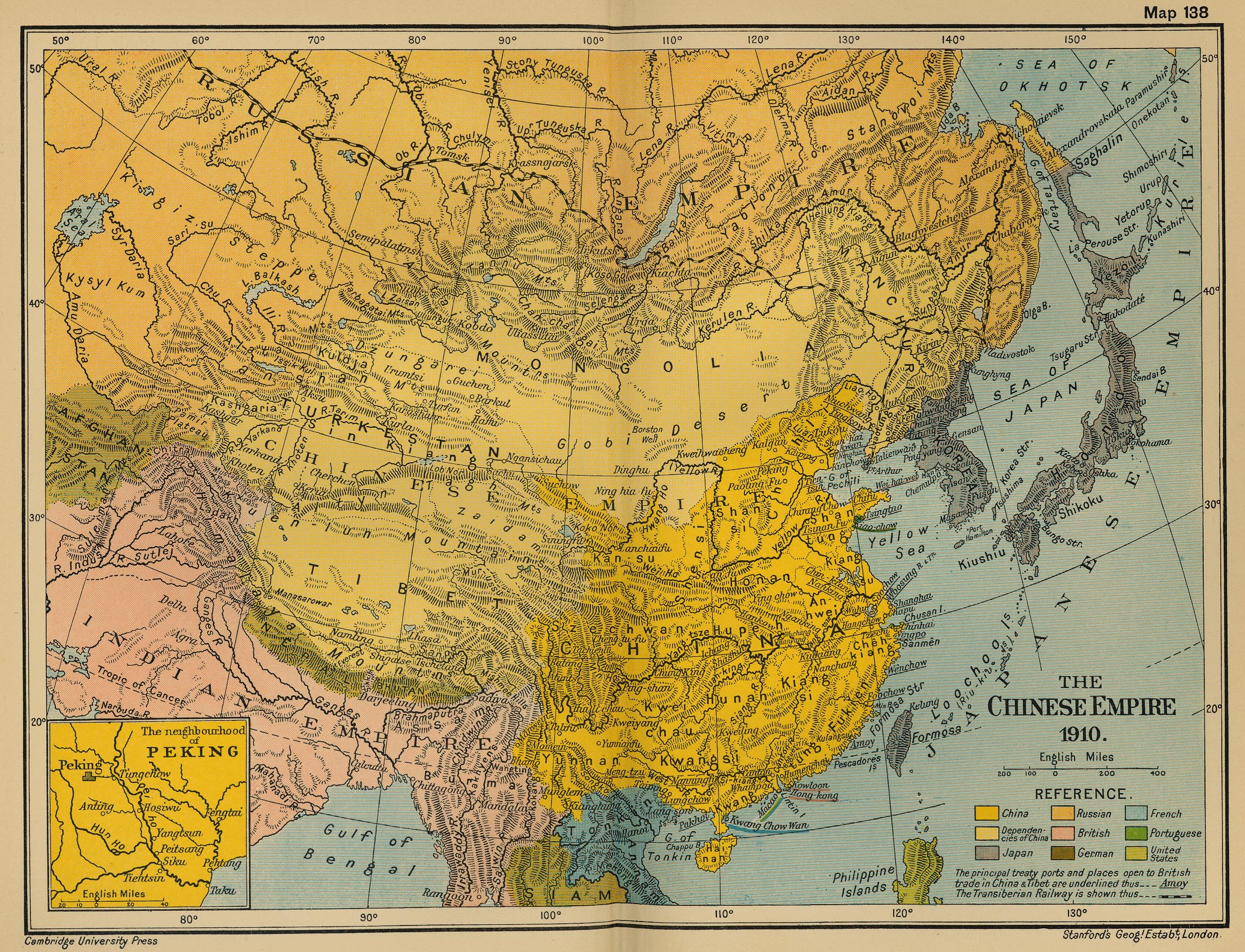
L'empire des Qing en 1910. Les Zhou sont en jaune foncé et les gouvernorats militaires en jaune clair.

Contrairement à la dynastie Ming, qui régnait sur la Chine juste avant elle, la dynastie Qing n'a pas été fondée par des « Han », le groupe ethnique majoritaire en Chine, mais par un peuple de paysans sédentaires connu sous le nom de Jürchens. Il s'agit d'un peuple toungouse originaire de la région de la Mandchourie qui correspond actuellement aux provinces chinoises de Jilin et du Heilongjiang. Bien que la dynastie Ming contrôlait la Mandchourie depuis la fin des années 1380, le poids politique et militaire des Ming dans la région a considérablement diminué après la mort de l'empereur Ming Yongle. Ce qui allait devenir l'État mandchou a été fondé par Nurhachi, le chef d'une petite tribu Jurchen, à Jianzhou au début du XVIIe siècle. D'abord vassal des empereurs Ming, Nurhachi a commencé à prendre le contrôle de la plus grande partie de la Mandchourie au cours des décennies suivantes. En 1616, il se proclame "Khan brillant" de la dynastie des Jin postérieurs. Deux ans plus tard, il fit rédiger les Sept Grandes Causes d'irritation, un document dans lequel il énumérait sept récriminations contre les Ming et rejeta ouvertement la suzeraineté de ces derniers. Son but était d'achever l'unification des tribus Jurchen encore alliées avec les Ming avant d'entrer en guerre ouverte contre la dynastie chinoise. Après une série de batailles réussies contre les Ming et diverses tribus de Mandchourie extérieure, lui et son fils Huang Taiji ont finalement pris le contrôle de toute la Mandchourie. Peu de temps après que Taiji eut renommé la dynastie des Jin postérieurs en dynastie Qing, le territoire de l'actuel Kraï du Primorié fut intégré au gouvernement général de Jilin et, avec la région de l'Amour inférieur, fut contrôlé depuis Ninguta , une ville de garnison située au sud de l'actuelle ville-préfecture de Mudanjiang.
Cependant, au cours des dernières décennies de la conquête des territoires des Ming par les Qing, le tsarat de Russie essaya d'annexer les terres situées au nord du fleuve Amour. La conquête russe de la Sibérie s'est accompagnée de massacres dus à la résistance des peuples indigènes à la colonisation par les cosaques russes, qui ont sauvagement écrasé lesdits peuples. Laissés entre les mains de gens comme Vassili Poïarkov en 1645 et Ierofeï Khabarov en 1650, certains peuples, comme les Daur, ont été massacrés par les Russes. Le carnage fut tel que certains chercheurs l'assimilent a un génocide. Les Daurs ont d'abord déserté leurs villages lorsqu'ils ont entendu parler de la cruauté des Russes lors du premier passage de Khabarov. Lors de son second passage, les Daurs ont décidé de se battre contre les Russes, mais ils ont été massacrés par l'artillerie russe. Les peuples indigènes de la région de l'Amour ont été attaqués par des Russes qui ont rapidement reçu le surnom de "barbus rouges". Les cosaques russes ont eux été surnommés luocha (羅剎), d'après les démons de la mythologie bouddhiste, par les peuples indigènes de l'Amour, en raison de leur cruauté envers ces derniers, qui étaient des sujets des Qing. Quant au prosélytisme des chrétiens orthodoxes russes à l'égard des peuples indigènes de l'Amour, il a été considéré comme une menace par les Qing. Cette situation a fini par dégénérer en conflits frontaliers sino-russes durant les années 1680, qui se sont achevés par la signature du traité de Nertchinsk en 1689, qui reconnut la souveraineté de la Chine des Qing sur ces terres.
Comme la région était considérée comme la patrie des Mandchous, les premiers gouvernements Qing ont interdit aux citoyens chinois "Han" de s'établir dans cette région, mais cette règle a été ouvertement violée et les Chinois sont devenus majoritaires dans les zones urbaines au début du XIXe siècle. Pendant la domination Qing, un nombre croissant de Chinois affluaient illégalement et légalement en Mandchourie et s'y installaient pour cultiver des terres. En effet, les propriétaires terriens mandchous souhaitaient que les paysans chinois louent leurs terres pour y cultiver du grain; ce qui favorisait l'installation de ces derniers en Mandchourie et explique pourquoi la plupart de ces migrants illégaux n'ont pas été expulsés lorsqu'ils ont franchi la Grande Muraille et la palissade de saules. Au cours du XVIIIe siècle, les Chinois cultivaient en Mandchourie 500 000 hectares de terres détenues par des particuliers et 203 583 hectares de terres qui faisaient partie de stations de courrier, de domaines nobles et de bannières. À la même époque, les Chinois représentaient 80% de la population des garnisons et des villes de Mandchourie.
Des fermiers chinois originaires du nord de la Chine ont été réinstallés par les Qing dans la région située le long de la rivière Liao, afin de remettre les terres en culture. Mais à côté des terres louées aux propriétaires mandchous par ces fermiers, les terres en friches ont été occupées par des squatters chinois. Malgré l'interdiction officielle faite aux Han de s'installer sur les terres mandchoues et mongoles, les Qing décidèrent au XVIIIe siècle d'installer en Mandchourie et en Mongolie intérieure des réfugiés Han originaires du nord de la Chine qui souffraient de la famine, des inondations et de la sécheresse. C'est ainsi que vers 1780, les paysans Han cultivaient 500 000 hectares en Mandchourie et plusieurs dizaines de milliers en Mongolie intérieure. C'est l'empereur Qianlong qui a permis aux paysans chinois souffrant de la sécheresse de s'installer en Mandchourie, bien qu'il ait émis des édits leur interdisant toute installation dans cette région entre 1740 et 1776. Les métayers chinois louaient ou revendiquaient même des terres appartenant aux "domaines impériaux" et aux bannières mandchoues de la région. En plus de se déplacer dans la région de Liao en Mandchourie du Sud, les colons chinois s'étaient également installés le long du chemin reliant Jinzhou, Fengtian, Tieling, Changchun, Hulun et Ningguta pendant le règne de l'empereur Qianlong. C'est vers la fin de son règne que les Chinois Han sont devenus majoritaires au sein de la population des zones urbaines de Mandchourie. Pour augmenter les revenus du Trésor impérial, les Qing vendirent des terres autrefois réservées aux Mandchous à des Chinois au début du règne de l'empereur Daoguang, et ces derniers continuèrent de s'installer, toujours plus nombreux, dans la plupart des villes de Mandchourie dans les années 1840, selon l'abbé Huc. Cependant, la politique visant à interdire aux citoyens chinois han de se déplacer vers le nord de la Mandchourie n'a été officiellement levée qu'en 1860, lorsque la Mandchourie extérieure a été perdue lors de l'annexion de la région du fleuve Amour par l'empire russe. Après cette date, la cour impériale Qing a commencé à encourager l'immigration des Chinois Han dans la région, ce qui a marqué le début de la période dite Chuang Guandong (en).

## Origines du nom "Mandchourie"
Après avoir conquis la Chine des Ming, les Qing ont donné à leur État le nom de Zhongguo ("中國", le terme pour « Chine » en chinois moderne), et l'ont appelé « Dulimbai Gurun » en mandchou,,. Le terme « Chine » faisait donc référence au Qing dans les documents officiels, les traités internationaux et tout ce qui a trait aux affaires étrangères. Les terres de Mandchourie ont été explicitement déclarées par les Qing comme appartenant à la "Chine" (Zhongguo, Dulimbai gurun) dans les édits Qing et dans le Traité de Nertchinsk de 1689.
Le nom "Mandchourie" est une traduction du mot japonais Manshū (满洲), qui date du XIXe siècle. Le nom Manju (Manzhou) a été inventé et utilisé pour désigner le peuple Jurchen par Hong Taiji en 1635, qui en a donc fait le nouveau nom pour leur groupe ethnique. Cependant, le nom "Mandchourie" n'a jamais été utilisé par les Mandchous ou la dynastie Qing elle-même pour désigner leur patrie. Il existe plusieurs hypothèses pour expliquer la naissance et le développement de ce toponyme
Selon l'érudit japonais Junko Miyawaki-Okada, c'est le géographe japonais Takahashi Kageyasu qui fut le premier à utiliser le terme (满洲, Manshū) comme nom pour cette région, en 1809, dans le Nippon Henkai Ryakuzu, et c'est en se basant sur ces écrits que les Occidentaux ont adopté ce nom.
Selon Mark C. Elliott, c'est dans le Hokusa bunryaku, un livre de Katsuragawa Hoshū de 1794, que le terme "Manshū" est apparu pour la première fois comme nom de lieu. On le retrouve sur deux cartes incluses dans cette œuvre, "Ashia zenzu" et "Chikyū hankyū sōzu", qui ont également été créées par Katsuragawa. "Manshū" a alors commencé à apparaître comme un nom de lieu sur d'autres cartes créées par des auteurs japonais comme Kondi Jūzō, Takahashi Kageyasu, Baba Sadayoshi et Yamada Ren. Ces cartes ont été rapportées en Europe par le Hollandais Philip Franz von Siebold, et, selon Nakami Tatsuo, c'est ce dernier qui, après l'avoir emprunté aux Japonais, fut le premier à l'utiliser au XVIIIe siècle comme toponyme pour désigner cette région. C'est ainsi que les Européens ont commencé à utiliser le nom "Mandchourie", alors que ni en mandchou ni en chinois on ne trouve un terme équivalent à "Mandchourie" comme toponyme.
Selon Sewell, ce sont les Européens qui ont commencé à utiliser le nom de Mandchourie pour désigner le lieu et ce n'est "pas un véritable terme géographique". L'historien orientaliste Gavan McCormack est d'accord avec l'affirmation de Robert H. G. Lee selon laquelle "le terme Mandchourie ou Manchou est une création moderne utilisée principalement par les Occidentaux et les Japonais". Il a également écrit dans ses ouvrages que le terme Mandchourie est impérialiste par nature et n'a aucune "signification précise", puisque les Japonais ont délibérément encouragé l'utilisation du nom "Mandchourie" après avoir envahi la région, pour promouvoir sa séparation de la Chine lors de la création de l'État fantoche du Mandchoukouo. Les Japonais avaient donc leurs propres motifs pour propager délibérément l'usage du terme Mandchourie. L'historien Norman Smith a écrit que "le terme "Mandchourie" est controversé". Le professeur Mariko Asano Tamanoi a dit qu'elle "devrait utiliser le terme entre guillemets" pour désigner la Mandchourie. Le diplomate et sinologue britannique Herbert Giles a écrit que la Mandchourie était inconnue des Mandchous eux-mêmes en tant qu'expression géographique; et dans sa thèse de 2012 sur le peuple Jürchen, le professeur Chad D. Garcia a noté que l'usage du terme "Mandchourie" n'est plus à la mode dans "la pratique scientifique actuelle" et qu'il s'est défait de ce terme, préférant plutôt utiliser l'expression "le nord-est" ou se rapporter à certaines caractéristiques géographiques.

## Composition sociale de la population de la Mandchourie
En Mandchourie, en 1800, les riches marchands chinois Han se trouvaient au sommet de l'échelle sociale, juste en dessous des officiers de haut rang avec lesquels ils entretenaient de nombreuses relations sociales, culturelles et commerciales; marchands et officiers se rencontrant souvent en termes d'égalité. La société chinoise han de Mandchourie était une société d'immigrants déracinés, dont la plupart, à l'exception de ceux vivant à Fengtian (Liaoning), ne vivaient là où ils étaient que depuis quelques décennies seulement. Bien que les colons venaient principalement de Zhili, du Shandong et du Shanxi et qu'ils aient apporté avec eux bon nombre des modèles sociaux de ces provinces, les immigrants étaient issus des couches les plus pauvres et les moins instruites de la société. C'est ainsi qu'au début du XIXe siècle, on ne trouve pas dans la province de Fengti ou à la frontière mandchoue une " noblesse " du type de celle que l'on connaît en Chine historique; c'est-à-dire un ensemble de familles avec des standards élevés d'éducation, de richesse et de prestige qui exercent un leadership social dans une localité donnée pendant des générations. Au bas de l'échelle sociale se trouvaient les ouvriers non qualifiés, les domestiques, les prostituées et les condamnés exilés, y compris les esclaves. La Mandchourie, en particulier Jilin et le Heilongjiang, a servi l'empire Qing de lieu d'exil, non seulement pour les fonctionnaires disgraciés, mais aussi pour les criminels condamnés. Plus les crimes sont graves et plus les délinquants sont endurcis, plus le système judiciaire des Qing les envoie vers le nord. Nombre de ces criminels se sont lancés dans l'artisanat ou la petite entreprise, devenant finalement des membres fiables de la société, mais leur présence en nombre croissant s'est ajoutée au caractère brutal et sans loi de la société frontalière mandchoue.

## Statut administratif de la Mandchourie
Du début jusqu'au milieu de la période Qing, la Mandchourie était gouvernée par les gouverneurs militaires de Fengtian, Jilin et Heilongjiang. Dans le Jilin et le Heilongjiang, dont la plupart des territoires n'étaient pas facilement accessibles, vivait une population considérable de hors-la-loi chinois. Le nombre de ces hors-la-loi avait augmenté rapidement au XVIIIe siècle et continuait de croître au XIXe. Certains d'entre eux, en particulier les chercheurs d'or et les bandits, ont formé des communautés organisées avec des gouvernements locaux rudimentaires. Des groupes de récolteurs de ginseng illégaux, appelés " hommes noirs ", vivant dans les forêts et les montagnes hors de portée des autorités mandchoues, perturbèrent tellement les zones frontalières tribales qu'en 1811, le gouverneur militaire de Jilin dut envoyer des troupes dans les montagnes pour les en chasser. Dès la première décennie du XIXe siècle, la sinisation de la Mandchourie était déjà très avancée et irréversible, la province de Fengtian, par exemple, était depuis un certain temps essentiellement chinoise et faisait intégralement partie de la Chine. Les différents gouverneurs militaires du Jilin et du Heilongjiang, bien que chargés de maintenir la suprématie des Huit Bannières dans la société, n'avaient pas réussi à maintenir le statu quo. Les hommes des Bannières, qui n'avaient pas le savoir-faire industriel et technique des colons chinois, ne se souciaient plus que de conserver ce qu'ils avaient. Malgré les mesures répétées du gouvernement, les hommes des Bannières s'appauvrissaient rapidement et devenaient de plus en plus dépendants des subventions du gouvernement Qing. En matière de dynamisme, l'exemple culturel, que de plus en plus d'entre eux ont commencé à imiter, était celui des Chinois Han. Au fil du temps, non seulement les soldats des Bannières, mais aussi de nombreux peuples tribaux ont commencé à adopter la culture chinoise et à tomber dans l'orbite des goûts Han, des marchés Han et des façons de faire des Han. Seul le bassin de l'Amour, froid et peu peuplé, qui n'avait pas attiré de colons chinois, restait essentiellement en dehors de la sphère chinoise.
Après la perte de la Mandchourie extérieure au profit des Russes et la guerre russo-japonaise, le statut administratif de la Mandchourie a finalement été modifié et elle a été découpée en plusieurs Zhou (provinces) par le gouvernement Qing à la fin du XIXe siècle, comme l'avait été le Xinjiang plus tôt. La Mandchourie devint officiellement connue sous le nom de "Trois provinces du Nord-Est" (東三省), et les Qing établirent le poste de "Vice-roi des Trois provinces du Nord-Est" pour surveiller ces Zhou. Il était le seul vice-roi Qing à avoir une juridiction située en dehors de la Chine historique.

## Voir également
- Mandchourie sous le contrôle de la dynastie Yuan
- Mandchourie sous le contrôle de la dynastie Ming
- Mongolie sous la tutelle des Qing
- Tibet sous la tutelle des Qing
- Taïwan sous la tutelle des Qing
- Xinjiang sous la tutelle des Qing (en)